# Campionato Italiano Gran Turismo 2023
La stagione 2023 del Campionato Italiano Gran Turismo è stata la ventunesima edizione del campionato organizzato dall'ACI. La competizione era suddivisa in una serie Sprint, che prevedeva due gare per weekend della durata di 50 minuti + 1 giro ciascuna ed equipaggi di due piloti, e in una serie Endurance, che prevedeva invece una gara per weekend della durata di 2 ore ed equipaggi di due o tre piloti. La serie Sprint è iniziata il 6 maggio a Misano Adriatico e si è conclusa il 29 ottobre a Imola, mentre la serie Endurance è iniziata il 21 maggio a Pergusa ed è terminato il 15 ottobre a Vallelunga.
Il titolo Endurance è andato agli italiani Giancarlo Fisichella e Tommaso Mosca sulla Ferrari 488 GTE della Scuderia Baldini, mentre il titolo Sprint è andato al tedesco Jens Klingmann e al canadese Bruno Spengler sulla BMW M4 della BMW Italia Ceccato Racing.

## Novità
La serie Sprint prevedeva quest'anno la disputa di gare separate per le classi GT3 e GT Cup, in caso di elevato numero di iscritti. Nelle gare in cui erano presenti entrambe le classi, la griglia di partenza era composta partendo dalle vetture GT3 e lasciando libere almeno due file prima di collocare le vetture GT Cup.

## Calendario

### Sprint
| Gara | Gara | Circuito                              | Data         | Supporto |
| ---- | ---- | ------------------------------------- | ------------ | --- |
| 1    | G1   | Misano World Circuit Marco Simoncelli | 6 maggio     | Campionato italiano F4 TCR Italy Porsche Carrera Cup Italia BMW M2 CS Racing Cup Italy Mini Challenge                                  |
| 1    | G2   | Misano World Circuit Marco Simoncelli | 7 maggio     | Campionato italiano F4 TCR Italy Porsche Carrera Cup Italia BMW M2 CS Racing Cup Italy Mini Challenge                                  |
| 2    | G3   | Autodromo nazionale di Monza          | 24 giugno    | Campionato italiano F4 Campionato Italiano Sport Prototipi Campionato Italiano Auto Storiche BMW M2 CS Racing Cup Italy Mini Challenge |
| 2    | G4   | Autodromo nazionale di Monza          | 25 giugno    | Campionato italiano F4 Campionato Italiano Sport Prototipi Campionato Italiano Auto Storiche BMW M2 CS Racing Cup Italy Mini Challenge |
| 3    | G5   | Autodromo internazionale del Mugello  | 30 settembre | Campionato italiano F4 Campionato Italiano Sport Prototipi Euroformula Open BMW M2 CS Racing Cup Italy Mini Challenge                  |
| 3    | G6   | Autodromo internazionale del Mugello  | 1º ottobre   | Campionato italiano F4 Campionato Italiano Sport Prototipi Euroformula Open BMW M2 CS Racing Cup Italy Mini Challenge                  |
| 4    | G7   | Autodromo Enzo e Dino Ferrari         | 28 ottobre   | TCR Italy Porsche Carrera Cup Italia BMW M2 CS Racing Cup Italy Mini Challenge Clio Cup Series                                         |
| 4    | G8   | Autodromo Enzo e Dino Ferrari         | 29 ottobre   | TCR Italy Porsche Carrera Cup Italia BMW M2 CS Racing Cup Italy Mini Challenge Clio Cup Series                                         |

### Endurance
| Gara | Circuito                             | Data         | Supporto |
| ---- | ------------------------------------ | ------------ | --- |
| 1    | Autodromo di Pergusa                 | 21 maggio    | Campionato Italiano Sport Prototipi Campionato Italiano Auto Storiche                                                                |
| 2    | Autodromo internazionale del Mugello | 9 luglio     | Campionato europeo Formula Regional Campionato Euro 4 TCR Italy Porsche Carrera Cup Italia Mini Challenge BMW M2 CS Racing Cup Italy |
| 3    | Autodromo nazionale di Monza         | 17 settembre | Campionato europeo Formula Regional Campionato Euro 4 TCR Italy Campionato Italiano Sport Prototipi Porsche Carrera Cup Italia       |
| 4    | Autodromo di Vallelunga              | 15 ottobre   | Campionato italiano F4 TCR Italy Campionato Italiano Sport Prototipi GT4 Italy                                                       |

## Scuderie e piloti

### Sprint
| Classe GT3                 | Classe GT3            | Classe GT3 | Classe GT3                | Classe GT3 | Classe GT3 |
| Scuderia                   | Vettura               | #          | Pilota                    | Classe     | Gare       |
| -------------------------- | --------------------- | ---------- | ------------------------- | ---------- | ---------- |
| Audi Sport Italia          | Audi R8 LMS           | 1          | Marco Butti               | P          | 2          |
| Easy Race                  | Ferrari 296 GT3       | 3          | Thomas Biagi              | P          | 4          |
| Easy Race                  | Ferrari 296 GT3       | 3          | Riccardo Ponzio           | P          | 4          |
| AKM Motorsport             | Mercedes-Benz SLS AMG | 6          | Georg Kelstrup            | PA         | 1-4        |
| AKM Motorsport             | Mercedes-Benz SLS AMG | 6          | Gustavo Sandrucci         | PA         | 1-4        |
| AKM Motorsport             | Mercedes-Benz SLS AMG | 12         | Andrea Kimi Antonelli     | P          | 1          |
| AKM Motorsport             | Mercedes-Benz SLS AMG | 12         | William Alatalo           | P          | 2          |
| AKM Motorsport             | Mercedes-Benz SLS AMG | 12         | Lorenzo Ferrari           | P          | 2          |
| AKM Motorsport             | Mercedes-Benz SLS AMG | 12         | Marco Antonelli           | AM         | 3          |
| BMW Ceccato Racing         | BMW M4                | 7          | Jens Klingmann            | P          | 1-4        |
| BMW Ceccato Racing         | BMW M4                | 7          | Bruno Spengler            | P          | 1-4        |
| BMW Ceccato Racing         | BMW M4                | 8          | Francesco Massimo De Luca | PA         | 1-4        |
| BMW Ceccato Racing         | BMW M4                | 8          | Carlo Tamburini           | PA         | 1-4        |
| Oregon Team                | Lamborghini Huracán   | 9          | Alessio Deledda           | P          | 4          |
| Oregon Team                | Lamborghini Huracán   | 9          | Leonardo Pulcini          | P          | 4          |
| Imperiale Racing           | Lamborghini Huracán   | 16         | Giuseppe Fascicolo        | AM         | 1-4        |
| Imperiale Racing           | Lamborghini Huracán   | 16         | Massimo Ciglia            | AM         | 1-4        |
| Imperiale Racing           | Lamborghini Huracán   | 54         | Philippe Denes            | PA         | 1-4        |
| Imperiale Racing           | Lamborghini Huracán   | 54         | Dmitrij Gvazava           | PA         | 1-4        |
| Vincenzo Sospiri Racing    | Lamborghini Huracán   | 19         | Baptiste Moulin           | P          | 1-4        |
| Vincenzo Sospiri Racing    | Lamborghini Huracán   | 19         | Mateo Llarena             | P          | 1-4        |
| Vincenzo Sospiri Racing    | Lamborghini Huracán   | 60         | Riccardo Cazzaniga        | P          | 1-4        |
| Vincenzo Sospiri Racing    | Lamborghini Huracán   | 60         | Artëm Petrov              | P          | 1-4        |
| Vincenzo Sospiri Racing    | Lamborghini Huracán   | 63         | Edoardo Liberati          | P          | 1-4        |
| Vincenzo Sospiri Racing    | Lamborghini Huracán   | 63         | Mattia Michelotto         | P          | 1-4        |
| Iron Lynx                  | Lamborghini Huracán   | 20         | Matteo Cressoni           | PA         | 4          |
| Iron Lynx                  | Lamborghini Huracán   | 20         | Claudio Schiavoni         | PA         | 4          |
| AF Corse                   | Ferrari 488 GTE       | 21         | Rey Acosta                | AM         | 3          |
| AF Corse                   | Ferrari 488 GTE       | 21         | Oswaldo Negri             | AM         | 3          |
| AF Corse                   | Ferrari 488 GTE       | 51         | Jules Castro              | PA         | 1-4        |
| AF Corse                   | Ferrari 488 GTE       | 51         | Luka Nurmi                | PA         | 1-4        |
| AF Corse                   | Ferrari 488 GTE       | 52         | Stuart White              | P          | 1-4        |
| AF Corse                   | Ferrari 488 GTE       | 52         | Jean-Luc D'Auria          | P          | 1-4        |
| AF Corse                   | Ferrari 488 GTE       | 72         | Marco Pulcini             | P          | 2          |
| AF Corse                   | Ferrari 488 GTE       | 88         | Custódio Toledo           | PA         | 3          |
| AF Corse                   | Ferrari 488 GTE       | 88         | Riccardo Agostini         | PA         | 3          |
| Best Lap                   | Ferrari 488 GTE       | 23         | Luigi Coluccio            | PA         | 1-4        |
| Best Lap                   | Ferrari 488 GTE       | 23         | Rocco Mazzola             | PA         | 1-4        |
| Nova Race                  | Honda NSX             | 55         | Alex Gnos                 | PA         | 1-4        |
| Nova Race                  | Honda NSX             | 55         | Matteo Greco              | PA         | 1-4        |
| Nova Race                  | Honda NSX             | 77         | Luca Magnoni              | AM         | 1-4        |
| Nova Race                  | Honda NSX             | 77         | Andrea Bodellini          | AM         | 1-4        |
| Classe GT Cup              |                       |            |                           |            |            |
| Scuderia                   | Vettura               | #          | Pilota                    | Classe     | Gare       |
| Giacomo Race               | Lamborghini Huracán   | 106        | Giacomo Pollini           | PA         | 1-4        |
| Giacomo Race               | Lamborghini Huracán   | 106        | Matteo Pollini            | PA         | 1-4        |
| Best Lap                   | Ferrari 488 GTE       | 111        | Luca Demarchi             | PA         | 1-3        |
| Best Lap                   | Ferrari 488 GTE       | 111        | Simone Patrinicola        | PA         | 1-3        |
| Best Lap                   | Ferrari 488 GTE       | 212        | Giammarco Marzialetti     | AM         | 1-3        |
| Best Lap                   | Ferrari 488 GTE       | 212        | Nicola D'Aniello          | AM         | 1-3        |
| Best Lap                   | Ferrari 488 GTE       | 290        | Lorenzo Nicoli            | AM         | 1-3        |
| Best Lap                   | Ferrari 488 GTE       | 290        | Vincenzo Scarpetta        | AM         | 1-4        |
| Ombra Racing               | Porsche 992           | 112        | Mattia Di Giusto          | PA         | 1-4        |
| Ombra Racing               | Porsche 992           | 112        | Riccardo Pera             | PA         | 1-2        |
| Ombra Racing               | Porsche 992           | 112        | Jonathan Cecotto          | PA         | 3-4        |
| Pellin Racing              | Ferrari 488 GTE       | 122        | Alessandro Balzan         | PA         | 3          |
| Pellin Racing              | Ferrari 488 GTE       | 122        | Matthew Kurzejewski       | PA         | 3          |
| Pellin Racing              | Ferrari 488 GTE       | 225        | Thor Haugen               | AM         | 3          |
| Pellin Racing              | Ferrari 488 GTE       | 227        | Lisa Clark                | AM         | 3          |
| Pellin Racing              | Ferrari 488 GTE       | 227        | Kyle Marcelli             | AM         | 3          |
| Scuderia Ravetto & Ruberti | Ferrari 488 GTE       | 152        | Alessio Bacci             | PA         | 1          |
| Scuderia Ravetto & Ruberti | Ferrari 488 GTE       | 152        | Giacomo Parisotto         | PA         | 1          |
| Scuderia Ravetto & Ruberti | Ferrari 488 GTE       | 251        | Lorenzo Bontempelli       | AM         | 1-2        |
| Scuderia Ravetto & Ruberti | Ferrari 488 GTE       | 251        | Manuel Menichini          | AM         | 1          |
| Scuderia Ravetto & Ruberti | Ferrari 488 GTE       | 251        | Alessio Bacci             | AM         | 2          |
| Scuderia Ravetto & Ruberti | Ferrari 488 GTE       | 252        | Gianluca Carboni          | AM         | 2          |
| Scuderia Ravetto & Ruberti | Ferrari 488 GTE       | 252        | Emanuele Romani           | AM         | 2          |
| Formula Racing             | Ferrari 488 GTE       | 161        | John Dhillon              | PA         | 3          |
| Formula Racing             | Ferrari 488 GTE       | 161        | Matt Griffin              | PA         | 3          |
| Formula Racing             | Ferrari 488 GTE       | 169        | Fabrizio Fontana          | PA         | 2-3        |
| Formula Racing             | Ferrari 488 GTE       | 169        | Stefano Gai               | PA         | 2-3        |
| Formula Racing             | Ferrari 488 GTE       | 293        | Andreas Bøgh-Sørensen     | AM         | 3          |
| Vincenzo Sospiri Racing    | Lamborghini Huracán   | 163        | Piergiacomo Randazzo      | PA         | 4          |
| Vincenzo Sospiri Racing    | Lamborghini Huracán   | 163        | Gilles Stadsbader         | PA         | 1, 4       |
| Vincenzo Sospiri Racing    | Lamborghini Huracán   | 166        | Piergiacomo Randazzo      | PA         | 3          |
| Vincenzo Sospiri Racing    | Lamborghini Huracán   | 166        | Gilles Stadsbader         | PA         | 3          |
| Vincenzo Sospiri Racing    | Lamborghini Huracán   | 206        | Ignazio Zanon             | AM         | 1-         |
| Lamborghini Roma DL Racing | Lamborghini Huracán   | 172        | Luca Segù                 | PA         | 1-4        |
| Lamborghini Roma DL Racing | Lamborghini Huracán   | 172        | Daniel Vebster            | PA         | 1-4        |
| Lamborghini Roma DL Racing | Lamborghini Huracán   | 223        | Marco Cassarà             | AM         | 4          |
| Lamborghini Roma DL Racing | Lamborghini Huracán   | 223        | Diego Locanto             | AM         | 4          |
| Lamborghini Roma DL Racing | Lamborghini Huracán   | 248        | Pierluigi Alessandri      | AM         | 1-4        |
| Lamborghini Roma DL Racing | Lamborghini Huracán   | 272        | Alessandro Fabi           | AM         | 1-4        |
| Lamborghini Roma DL Racing | Lamborghini Huracán   | 272        | Giacomo Riva              | AM         | 1-4        |
| SP Racing                  | Porsche 992           | 176        | Eugenio Pisani            | PA         | 1          |
| SP Racing                  | Porsche 992           | 176        | Stefano Zerbi             | PA         | 1          |
| SP Racing                  | Porsche 992           | 233        | Max Abbati                | AM         | 1-4        |
| SP Racing                  | Porsche 992           | 233        | Alberto Grisi             | AM         | 1-4        |
| Team Racevent              | Porsche 992           | 177        | Pablo Biolghini           | PA         | 1-2        |
| Team Racevent              | Porsche 992           | 177        | Vito Postiglione          | PA         | 1-2        |
| Easy Race                  | Ferrari 488 GTE       | 196        | Thomas Biagi              | PA         | 2-3        |
| Easy Race                  | Ferrari 488 GTE       | 196        | Leonardo Del Col          | PA         | 2-3        |
| Easy Race                  | Ferrari 488 GTE       | 296        | Leonardo Del Col          | AM         | 1, 4       |
| Easy Race                  | Ferrari 488 GTE       | 296        | Elia Galvanin             | AM         | 1          |
| Easy Race                  | Ferrari 488 GTE       | 296        | Emiliano Pierantoni       | AM         | 4          |
| Double TT Racing           | Ferrari 488 GTE       | 199        | Leonardo Colavita         | PA         | 1-4        |
| Double TT Racing           | Ferrari 488 GTE       | 199        | Michele Rugolo            | PA         | 1          |
| Double TT Racing           | Ferrari 488 GTE       | 199        | Giorgio Maggi             | PA         | 2-4        |
| HC Racing Division         | Lamborghini Huracán   | 202        | Massimiliano Pezzuto      | AM         | 1          |
| HC Racing Division         | Lamborghini Huracán   | 202        | Nicolò Pezzuto            | AM         | 1          |
| HC Racing Division         | Lamborghini Huracán   | 202        | Gaetano Oliva             | AM         | 2, 4       |
| HC Racing Division         | Lamborghini Huracán   | 202        | Ferdinando D'Auria        | AM         | 2-4        |
| HC Racing Division         | Lamborghini Huracán   | 202        | Benedetto Strignano       | AM         | 3          |
| HC Racing Division         | Lamborghini Huracán   | 230        | Gaetano Oliva             | AM         | 1          |
| HC Racing Division         | Lamborghini Huracán   | 230        | Ferdinando D'Auria        | AM         | 1          |
| HC Racing Division         | Lamborghini Huracán   | 230        | Massimiliano Pezzuto      | AM         | 2-         |
| HC Racing Division         | Lamborghini Huracán   | 230        | Nicolò Pezzuto            | AM         | 2-         |
| Ebimotors                  | Porsche 991           | 203        | Cosimo Papi               | AM         | 1-4        |
| Ebimotors                  | Porsche 991           | 203        | Valerio Prandi            | AM         | 1-2        |
| Ebimotors                  | Porsche 991           | 203        | Costantino Peroni         | AM         | 3-4        |
| Ebimotors                  | Porsche 991           | 229        | Christian Gross           | AM         | 2          |
| Ebimotors                  | Porsche 991           | 244        | Alessandro Baccani        | AM         | 1-2        |
| Ebimotors                  | Porsche 991           | 244        | Paolo Venerosi Pesciolini | AM         | 1-2        |
| Ebimotors                  | Porsche 991           | 271        | Niccolò Liana             | AM         | 1-4        |
| Ebimotors                  | Porsche 991           | 271        | Gianluigi Piccioli        | AM         | 1, 3       |
| Ebimotors                  | Porsche 991           | 271        | Ronnie Valori             | AM         | 2, 4       |
| Nova Race                  | Mercedes-Benz SLS AMG | 207        | Alessandro Marchetti      | AM         | 1-2        |
| Nova Race                  | Mercedes-Benz SLS AMG | 207        | Aleksander Schjerpen      | AM         | 1          |
| Nova Race                  | Mercedes-Benz SLS AMG | 207        | Erwin Zanotti             | AM         | 2          |
| Nova Race                  | Mercedes-Benz SLS AMG | 228        | Fulvio Ferri              | AM         | 1-         |
| Nova Race                  | Mercedes-Benz SLS AMG | 228        | Filippo Bencivenni        | AM         | 1-         |
| Iron Lynx                  | Lamborghini Huracán   | 208        | Donovan Privitelio        | AM         | 1, 3       |
| Iron Lynx                  | Lamborghini Huracán   | 208        | Luciano Privitelio        | AM         | 1, 3-4     |
| Iron Lynx                  | Lamborghini Huracán   | 209        | Bruno Malerba             | AM         | 4          |
| Iron Lynx                  | Lamborghini Huracán   | 209        | Fabio Malerba             | AM         | 4          |
| Autorlando Sport           | Porsche 992           | 211        | Mirko Zanardini           | AM         | 1-3        |
| Autorlando Sport           | Porsche 992           | 211        | Giuseppe Ghezzi           | AM         | 1-3        |
| Krypton Motorsport         | Porsche 992           | 222        | Luca Pastorelli           | AM         | 1-4        |
| Krypton Motorsport         | Porsche 992           | 222        | Stefano Pezzucchi         | AM         | 1-4        |
| GDL Racing                 | Porsche 992           | 234        | Filippo Croccolino        | AM         | 1-4        |
| GDL Racing                 | Porsche 992           | 234        | Matteo Luvisi             | AM         | 1-4        |
| CRM Motorsport             | Lamborghini Huracán   | 247        | Ettore Carminati          | AM         | 1-4        |
| Rossocorsa                 | Ferrari 488 GTE       | 270        | Samuele Buttarelli        | AM         | 3          |
| Rossocorsa                 | Ferrari 488 GTE       | 270        | Stefano Marazzi           | AM         | 3          |

| Icona | Classe |
| ----- | ------ |
| P     | Pro    |
| PA    | Pro-Am |
| AM    | Am     |

1. ↑  Dmitrij Gvazava è russo, ma gareggia sotto la bandiera del Kirghizistan dato che i simboli nazionali russi e bielorussi sono stati vietati, in seguito all'invasione russa dell'Ucraina.
2. ↑  Artëm Petrov è russo, ma gareggia sotto la bandiera di Israele dato che i simboli nazionali russi e bielorussi sono stati vietati, in seguito all'invasione russa dell'Ucraina.

### Endurance
| Classe GT3                 | Classe GT3            | Classe GT3 | Classe GT3            | Classe GT3 | Classe GT3 |
| Scuderia                   | Vettura               | #          | Pilota                | Classe     | Gare       |
| -------------------------- | --------------------- | ---------- | --------------------- | ---------- | ---------- |
| Audi Sport Italia          | Audi R8 LMS           | 1          | Luca Attianese        | PA         | 1-4        |
| Audi Sport Italia          | Audi R8 LMS           | 1          | Marco Butti           | PA         | 1          |
| Audi Sport Italia          | Audi R8 LMS           | 1          | Sandy Stuvik          | PA         | 1-4        |
| Audi Sport Italia          | Audi R8 LMS           | 1          | Antoine Bottiroli     | PA         | 2, 4       |
| BMW Ceccato Racing         | BMW M4                | 7          | Marco Cassarà         | PA         | 1-4        |
| BMW Ceccato Racing         | BMW M4                | 7          | Stefano Comandini     | PA         | 1-4        |
| BMW Ceccato Racing         | BMW M4                | 7          | Alfred Nilsson        | PA         | 1-4        |
| BMW Ceccato Racing         | BMW M4                | 8          | Francesco Guerra      | PA         | 1-4        |
| BMW Ceccato Racing         | BMW M4                | 8          | Carlo Tamburini       | PA         | 1-4        |
| BMW Ceccato Racing         | BMW M4                | 8          | Salvatore Tavano      | PA         | 1-4        |
| Imperiale Racing           | Lamborghini Huracán   | 16         | Jack Bartholomew      | PA         | 1-4        |
| Imperiale Racing           | Lamborghini Huracán   | 16         | Miguel García         | PA         | 1-2        |
| Imperiale Racing           | Lamborghini Huracán   | 16         | Mahaveer Raghunathan  | PA         | 1, 3-4     |
| Imperiale Racing           | Lamborghini Huracán   | 16         | Giuseppe Fascicolo    | PA         | 3-4        |
| Imperiale Racing           | Lamborghini Huracán   | 54         | Kevin Gilardoni       | P          | 1-4        |
| Imperiale Racing           | Lamborghini Huracán   | 54         | Raúl Gúzman           | P          | 1-4        |
| Imperiale Racing           | Lamborghini Huracán   | 54         | Stuart Middleton      | P          | 1-4        |
| Iron Lynx                  | Lamborghini Huracán   | 20         | Matteo Cressoni       | AM         | 4          |
| Iron Lynx                  | Lamborghini Huracán   | 20         | Claudio Schiavoni     | AM         | 4          |
| Scuderia Baldini           | Ferrari 488 GTE       | 27         | Giancarlo Fisichella  | P          | 1-4        |
| Scuderia Baldini           | Ferrari 488 GTE       | 27         | Tommaso Mosca         | P          | 1-4        |
| Nova Race                  | Mercedes-Benz SLS AMG | 28         | Fulvio Ferri          | AM         | 3-4        |
| Nova Race                  | Mercedes-Benz SLS AMG | 28         | "Naska"               | AM         | 3          |
| Nova Race                  | Mercedes-Benz SLS AMG | 28         | Alessandro Marchetti  | AM         | 3          |
| Nova Race                  | Mercedes-Benz SLS AMG | 28         | Filippo Bencivenni    | AM         | 4          |
| Nova Race                  | Mercedes-Benz SLS AMG | 28         | Luca Magnoni          | AM         | 4          |
| AF Corse                   | Ferrari 488 GTE       | 51         | Jules Castro          | PA         | 1-4        |
| AF Corse                   | Ferrari 488 GTE       | 51         | Eliseo Donno          | PA         | 1-2, 4     |
| AF Corse                   | Ferrari 488 GTE       | 51         | Stefano Gai           | PA         | 1-4        |
| AF Corse                   | Ferrari 488 GTE       | 51         | Marco Pulcini         | PA         | 3          |
| Classe GT Cup              |                       |            |                       |            |            |
| Scuderia                   | Vettura               | #          | Pilota                | Classe     | Gare       |
| Best Lap                   | Ferrari 488 GTE       | 111        | Luca Demarchi         | PA         | 1-4        |
| Best Lap                   | Ferrari 488 GTE       | 111        | Sabatino Di Mare      | PA         | 1-4        |
| Best Lap                   | Ferrari 488 GTE       | 111        | Simone Patrinicola    | PA         | 1-4        |
| Best Lap                   | Ferrari 488 GTE       | 212        | Giammarco Marzialetti | AM         | 3          |
| Best Lap                   | Ferrari 488 GTE       | 212        | Vito Postiglione      | AM         | 3          |
| Best Lap                   | Ferrari 488 GTE       | 212        | Vincenzo Scarpetta    | AM         | 3          |
| Enrico Fulgenzi Racing     | Porsche 992           | 125        | Kikko Galbiati        | PA         | 2-4        |
| Enrico Fulgenzi Racing     | Porsche 992           | 125        | Vicky Piria           | PA         | 2-4        |
| Bonaldi Motorsport         | Lamborghini Huracán   | 151        | Michael Fischbaum     | PA         | 1-2, 4     |
| Bonaldi Motorsport         | Lamborghini Huracán   | 151        | Miloš Pavlović        | PA         | 1-2, 4     |
| Bonaldi Motorsport         | Lamborghini Huracán   | 232        | Filippo Lazzaroni     | AM         | 1-4        |
| Bonaldi Motorsport         | Lamborghini Huracán   | 232        | Andrés Méndez         | AM         | 1, 3-4     |
| Bonaldi Motorsport         | Lamborghini Huracán   | 232        | Marzio Moretti        | AM         | 2          |
| Petri Corse                | Lamborghini Huracán   | 163        | Maurizio Fondi        | PA         | 2          |
| Petri Corse                | Lamborghini Huracán   | 163        | Jacopo Guidetti       | PA         | 2          |
| Petri Corse                | Lamborghini Huracán   | 163        | "Giagua"              | PA         | 3          |
| Petri Corse                | Lamborghini Huracán   | 163        | Alessandro Tarabini   | PA         | 3          |
| Iron Lynx                  | Lamborghini Huracán   | 208        | Donovan Privitelio    | AM         | 2, 4       |
| Iron Lynx                  | Lamborghini Huracán   | 208        | Luciano Privitelio    | AM         | 2, 4       |
| Krypton Motorsport         | Porsche 991           | 222        | Davide Di Benedetto   | AM         | 1-4        |
| Krypton Motorsport         | Porsche 991           | 222        | Giuseppe Nicolosi     | AM         | 1-4        |
| Krypton Motorsport         | Porsche 991           | 222        | Stefano Pezzucchi     | AM         | 1-4        |
| GDL Racing                 | Porsche 992           | 234        | Gianni Di Fant        | AM         | 2          |
| GDL Racing                 | Porsche 992           | 234        | Marco Guerra          | AM         | 2          |
| GDL Racing                 | Porsche 992           | 234        | Matteo Luvisi         | AM         | 2          |
| Scuderia Ravetto & Ruberti | Ferrari 488 GTE       | 251        | Francesco Atzori      | AM         | 1-4        |
| Scuderia Ravetto & Ruberti | Ferrari 488 GTE       | 251        | Francesco La Mazza    | AM         | 1          |
| Scuderia Ravetto & Ruberti | Ferrari 488 GTE       | 251        | Manuel Menichini      | AM         | 1-4        |
| Scuderia Ravetto & Ruberti | Ferrari 488 GTE       | 251        | Alessio Bacci         | AM         | 2          |
| Scuderia Ravetto & Ruberti | Ferrari 488 GTE       | 251        | Enrico Di Leo         | AM         | 3          |
| Scuderia Ravetto & Ruberti | Ferrari 488 GTE       | 252        | Enrico Di Leo         | AM         | 2          |
| Scuderia Ravetto & Ruberti | Ferrari 488 GTE       | 252        | Francesco La Mazza    | AM         | 2          |
| Scuderia Ravetto & Ruberti | Ferrari 488 GTE       | 252        | Kang Ling             | AM         | 2          |
| PS Performance             | Porsche 992           | 255        | Franco Barin          | AM         | 2-3        |
| PS Performance             | Porsche 992           | 255        | Alfredo Franceschi    | AM         | 2-3        |
| PS Performance             | Porsche 992           | 255        | Mauro Simoncini       | AM         | 2-3        |
| Easy Race                  | Ferrari 488 GTE       | 269        | Thomas Biagi          | AM         | 3-4        |
| Easy Race                  | Ferrari 488 GTE       | 269        | Francesco La Mazza    | AM         | 3-4        |
| Easy Race                  | Ferrari 488 GTE       | 269        | Luciano Linossi       | AM         | 4          |
| Lamborghini Roma DL Racing | Lamborghini Huracán   | 272        | Alessandro Fabi       | AM         | 1-4        |
| Lamborghini Roma DL Racing | Lamborghini Huracán   | 272        | Alessio Caiola        | AM         | 1-4        |
| Lamborghini Roma DL Racing | Lamborghini Huracán   | 272        | Riccardo Ianniello    | AM         | 1-4        |
| Lamborghini Roma DL Racing | Lamborghini Huracán   | 273        | Lorenzo Bontempelli   | AM         | 1-3        |
| Lamborghini Roma DL Racing | Lamborghini Huracán   | 273        | Dimitris Deverikos    | AM         | 1-3        |
| Lamborghini Roma DL Racing | Lamborghini Huracán   | 273        | Luciano Linossi       | AM         | 1-2        |
| Lamborghini Roma DL Racing | Lamborghini Huracán   | 273        | Diego Locanto         | AM         | 3-4        |
| Lamborghini Roma DL Racing | Lamborghini Huracán   | 273        | Ibrahim Badawi        | AM         | 4          |
| Lamborghini Roma DL Racing | Lamborghini Huracán   | 273        | Matteo Marulla        | AM         | 4          |
| Centro Porsche Ticino      | Porsche 992           | 275        | Stefano Costantini    | AM         | 3          |
| Centro Porsche Ticino      | Porsche 992           | 275        | Nicolas Leutwiler     | AM         | 3-4        |
| Centro Porsche Ticino      | Porsche 992           | 275        | Nico Menzel           | AM         | 3-4        |
| Centro Porsche Ticino      | Porsche 992           | 275        | Ivan Jacoma           | AM         | 4          |
| Mertel Motorsport          | Ferrari 488 GTE       | 288        | Stefano Bozzoni       | AM         | 3          |
| Mertel Motorsport          | Ferrari 488 GTE       | 288        | Jorge Cabezas         | AM         | 3          |
| Mertel Motorsport          | Ferrari 488 GTE       | 288        | Fernando Navarrete    | AM         | 3          |

| Icona | Classe |
| ----- | ------ |
| P     | Pro    |
| PA    | Pro-Am |
| AM    | Am     |

## Risultati delle gare

### Sprint
| Gara | Circuito | Pole position GT3                  | Giro veloce GT3       | Equipaggio vincitore GT3           | Scuderia vincitrice GT3 | Pole position GT Cup                   | Giro veloce GT Cup  | Equipaggio vincitore GT Cup            | Scuderia vincitrice GT Cup |
| ---- | -------- | ---------------------------------- | --------------------- | ---------------------------------- | ----------------------- | -------------------------------------- | ------------------- | -------------------------------------- | -------------------------- |
| 1    | Misano   | Andrea Kimi Antonelli              | Andrea Kimi Antonelli | Andrea Kimi Antonelli              | AKM Motorsport          | Gilles Stadsbader                      | Riccardo Pera       | Gilles Stadsbader                      | Vincenzo Sospiri Racing    |
| 2    | Misano   | Jean-Luc D'Auria Stuart White      | Andrea Kimi Antonelli | Jean-Luc D'Auria Stuart White      | AF Corse                | Gilles Stadsbader                      | Gilles Stadsbader   | Gilles Stadsbader                      | Vincenzo Sospiri Racing    |
| 3    | Monza    | Jean-Luc D'Auria Stuart White      | Edoardo Liberati      | Bruno Spengler Jens Klingmann      | BMW Ceccato Racing      | Leonardo Colavita Giorgio Maggi        | Stefano Gai         | Leonardo Colavita Giorgio Maggi        | Double TT Racing           |
| 4    | Monza    | Riccardo Cazzaniga Artëm Petrov    | Philippe Denes        | Riccardo Cazzaniga Artëm Petrov    | Vincenzo Sospiri Racing | Luca Segù Daniel Vebster               | Leonardo Colavita   | Thomas Biagi Leonardo Del Col          | Easy Race                  |
| 5    | Mugello  | Edoardo Liberati Mattia Michelotto | Mattia Michelotto     | Bruno Spengler Jens Klingmann      | BMW Ceccato Racing      | Alessandro Fabi Giacomo Riva           | Benedetto Strignano | Alessandro Balzan Matthew Kurzejewski  | Pellin Racing              |
| 6    | Mugello  | Custódio Toledo Riccardo Agostini  | Riccardo Agostini     | Edoardo Liberati Mattia Michelotto | Vincenzo Sospiri Racing | Fabrizio Fontana Stefano Gai           | Alessandro Balzan   | Luca Segù Daniel Vebster               | DL Racing                  |
| 7    | Imola    | Edoardo Liberati Mattia Michelotto | Jens Klingmann        | Baptiste Moulin Mateo Llarena      | Vincenzo Sospiri Racing | Piergiacomo Randazzo Gilles Stadsbader | Gilles Stadsbader   | Piergiacomo Randazzo Gilles Stadsbader | Vincenzo Sospiri Racing    |
| 8    | Imola    | Matteo Cressoni Claudio Schiavoni  | Edoardo Liberati      | Edoardo Liberati Mattia Michelotto | Vincenzo Sospiri Racing | Vincenzo Scarpetta                     | Gilles Stadsbader   | Luca Segù Daniel Vebster               | DL Racing                  |

### Endurance
| Gara | Circuito   | Pole position                      | Giro veloce       | Equipaggio vincitore                           | Scuderia vincitrice | Equipaggio vincitore GT Cup                       | Scuderia vincitrice GT Cup    |
| ---- | ---------- | ---------------------------------- | ----------------- | ---------------------------------------------- | ------------------- | ------------------------------------------------- | ----------------------------- |
| 1    | Pergusa    | Giancarlo Fisichella Tommaso Mosca | Stefano Comandini | Giancarlo Fisichella Tommaso Mosca             | Scuderia Baldini    | Luca Demarchi Sabatino Di Mare Simone Patrinicola | Best Lap                      |
| 2    | Mugello    | Giancarlo Fisichella Tommaso Mosca | Eliseo Donno      | Giancarlo Fisichella Tommaso Mosca             | Scuderia Baldini    | Kikko Galbiati Vicky Piria                        | Enrico Fulgenzi Racing        |
| 3    | Monza      | Giancarlo Fisichella Tommaso Mosca | Tommaso Mosca     | Marco Cassarà Stefano Comandini Alfred Nilsson | BMW Ceccato Racing  | Alessio Caiola Alessandro Fabi Riccardo Ianniello | Lamborghini Roma by DL Racing |
| 4    | Vallelunga | Giancarlo Fisichella Tommaso Mosca | Raúl Gúzman       | Kevin Gilardoni Raúl Gúzman Stuart Middleton   | Imperiale Racing    | Kikko Galbiati Vicky Piria                        | Enrico Fulgenzi Racing        |

## Classifiche
Ai primi 10 classificati di ciascuna classe vengono assegnati punti, in base a questa tabella:
| Posizione | 1  | 2  | 3  | 4  | 5 | 6 | 7 | 8 | 9 | 10 |
| Punti     | 20 | 15 | 12 | 10 | 8 | 6 | 4 | 3 | 2 | 1  |

### Sprint

#### GT3 assoluta
| Pos.                    | Pilota                                    | Team                    | Vettura               | MIS | MIS | MON | MON | MUG | MUG | IMO | IMO | Punti | Validi |
| ----------------------- | ----------------------------------------- | ----------------------- | --------------------- | --- | --- | --- | --- | --- | --- | --- | --- | ----- | ------ |
| 1                       | Bruno Spengler Jens Klingmann             | BMW Ceccato Racing      | BMW M4                | 3   | 4   | 1   | 6   | 1   | 2   | 15  | 2   | 98    | 98     |
| 2                       | Edoardo Liberati Mattia Michelotto        | Vincenzo Sospiri Racing | Lamborghini Huracán   | 2   | 5   | 5   | 3   | 2   | 1   | 11  | 1   | 98    | 98     |
| 3                       | Riccardo Cazzaniga Artëm Petrov           | Vincenzo Sospiri Racing | Lamborghini Huracán   | 5   | 2   | 13  | 1   | 11  | 6   | 3   | 4   | 71    | 71     |
| 4                       | Stuart White Jean-Luc D'Auria             | AF Corse                | Ferrari 488 GTE       | 7   | 1   | Rit | 5   | 15  | 3   | 5   | 3   | 64    | 64     |
| 5                       | Baptiste Moulin Mateo Llarena             | Vincenzo Sospiri Racing | Lamborghini Huracán   | 12  | 6   | 6   | 8   | 3   | 7   | 1   | 10  | 52    | 52     |
| 6                       | Philippe Denes Dmitrij Gvazava            | Imperiale Racing        | Lamborghini Huracán   | 9   | 8   | 7   | 4   | 10  | 8   | 2   | 7   | 42    | 41     |
| 7                       | Francesco Massimo De Luca Carlo Tamburini | BMW Ceccato Racing      | BMW M4                | 10  | 12  | 3   | 12  | 4   | 9   | 4   | 32  | 35    | 35     |
| 8                       | Jules Castro Luka Nurmi                   | AF Corse                | Ferrari 488 GTE       | 4   | 9   | 15  | 9   | 5   | 4   | 13  | 13  | 32    | 32     |
| 9                       | Luigi Coluccio Rocco Mazzola              | Best Lap                | Ferrari 488 GTE       | 11  | 10  | 4   | 10  | 8   | 10  | 8   | 8   | 22    | 22     |
| 10                      | Alex Gnos Matteo Greco                    | Nova Race               | Honda NSX             | 6   | 11  | 9   | 7   | 7   | Rit | 7   | 9   | 22    | 22     |
| 11                      | Georg Kelstrup Gustavo Sandrucci          | AKM Motorsport          | Mercedes-Benz SLS AMG | 8   | 7   | 8   | 11  | 9   | 5   | 16  | Rit | 20    | 20     |
| 12                      | Massimo Ciglia Giuseppe Fascicolo         | Imperiale Racing        | Lamborghini Huracán   | 13  | 13  | 10  | 13  | 13  | 11  | 10  | 11  | 2     | 2      |
| 13                      | Andrea Bodellini Luca Magnoni             | Nova Race               | Honda NSX             | 14  | 14  | 11  | 14  | Rit | 12  | 12  | 12  | 0     | 0      |
| Piloti non classificati |                                           |                         |                       |     |     |     |     |     |     |     |     |       |        |
|                         | Andrea Kimi Antonelli                     | AKM Motorsport          | Mercedes-Benz SLS AMG | 1   | 3   |     |     |     |     |     |     | 32    | 0      |
|                         | Marco Butti                               | Audi Sport Italia       | Audi R8 LMS           |     |     | 2   | 2   |     |     |     |     | 30    | 0      |
|                         | Thomas Biagi Riccardo Ponzio              | Easy Race               | Ferrari 296 GT3       |     |     |     |     |     |     | 9   | 5   | 10    | 0      |
|                         | Custodio Toledo Riccardo Agostini         | AF Corse                | Ferrari 488 GTE       |     |     |     |     | 6   | 14  |     |     | 6     | 0      |
|                         | Alessio Deledda Leonardo Pulcini          | Oregon Team             | Lamborghini Huracán   |     |     |     |     |     |     | 6   | 33  | 6     | 0      |
|                         | Claudio Schiavoni Matteo Cressoni         | Iron Lynx               | Lamborghini Huracán   |     |     |     |     |     |     | 14  | 6   | 6     | 0      |
|                         | Marco Pulcini                             | AF Corse                | Ferrari 488 GTE       |     |     | 12  | Rit |     |     |     |     | 0     | 0      |
|                         | Marco Antonelli                           | AKM Motorsport          | Mercedes-Benz SLS AMG |     |     |     |     | 12  | 15  |     |     | 0     | 0      |
|                         | William Alatalo Lorenzo Ferrari           | AKM Motorsport          | Mercedes-Benz SLS AMG |     |     | 14  | 15  |     |     |     |     | 0     | 0      |
|                         | Ray Acosta Oswaldo Negri                  | AF Corse                | Ferrari 488 GTE       |     |     |     |     | 14  | 13  |     |     | 0     | 0      |
| Pos.                    | Pilota                                    | Team                    | Vettura               | MIS | MIS | MON | MON | MUG | MUG | IMO | IMO | Punti | Validi |

| Colore  | Risultato             |
| ------- | --------------------- |
| Oro     | Vincitore             |
| Argento | 2º posto              |
| Bronzo  | 3º posto              |
| Verde   | Finito a punti        |
| Blu     | Finito senza punti    |
| Viola   | Ritirato (Rit)        |
| Viola   | Non classificato (NC) |
| Rosso   | Non qualificato (NQ)  |
| Nero    | Squalificato (SQ)     |
| Bianco  | Non partito (NP)      |
| Bianco  | Non ha gareggiato     |
| Bianco  | Infortunato (INF)     |
| Bianco  | Escluso (ES)          |
| Bianco  | Gara cancellata (C)   |

#### GT3 Pro-Am
| Pos.                    | Pilota                                    | Team               | Vettura               | MIS | MIS | MON | MON | MUG | MUG | IMO | IMO | Punti | Validi |
| ----------------------- | ----------------------------------------- | ------------------ | --------------------- | --- | --- | --- | --- | --- | --- | --- | --- | ----- | ------ |
| 1                       | Philippe Denes Dmitrij Gvazava            | Imperiale Racing   | Lamborghini Huracán   | 9   | 8   | 7   | 4   | 10  | 8   | 2   | 7   | 108   | 104    |
| 2                       | Jules Castro Luka Nurmi                   | AF Corse           | Ferrari 488 GTE       | 4   | 9   | 15  | 9   | 5   | 4   | 13  | 13  | 101   | 95     |
| 3                       | Francesco Massimo De Luca Carlo Tamburini | BMW Ceccato Racing | BMW M4                | 10  | 12  | 3   | 12  | 4   | 9   | 4   | 32  | 91    | 85     |
| 4                       | Alex Gnos Matteo Greco                    | Nova Race          | Honda NSX             | 6   | 11  | 9   | 7   | 7   | Rit | 5   | 9   | 78    | 78     |
| 5                       | Georg Kelstrup Gustavo Sandrucci          | AKM Motorsport     | Mercedes-Benz SLS AMG | 8   | 7   | 8   | 11  | 9   | 5   | 16  | Rit | 75    | 75     |
| 6                       | Luigi Coluccio Rocco Mazzola              | Best Lap           | Ferrari 488 GTE       | 11  | 10  | 4   | 10  | 8   | 10  | 8   | 8   | 79    | 73     |
| Piloti non classificati |                                           |                    |                       |     |     |     |     |     |     |     |     |       |        |
|                         | Claudio Schiavoni Matteo Cressoni         | Iron Lynx          | Lamborghini Huracán   |     |     |     |     |     |     | 14  | 6   | 26    | 0      |
|                         | Riccardo Agostini Custódio Toledo         | AF Corse           | Ferrari 488 GTE       |     |     |     |     | 8   | 10  |     |     | 18    | 0      |
| Pos.                    | Pilota                                    | Team               | Vettura               | MIS | MIS | MON | MON | MUG | MUG | IMO | IMO | Punti | Validi |

#### GT3 Am
| Pos.                    | Pilota                            | Team             | Vettura               | MIS | MIS | MON | MON | MUG | MUG | IMO | IMO | Punti | Validi |
| ----------------------- | --------------------------------- | ---------------- | --------------------- | --- | --- | --- | --- | --- | --- | --- | --- | ----- | ------ |
| 1                       | Massimo Ciglia Giuseppe Fascicolo | Imperiale Racing | Lamborghini Huracán   | 13  | 13  | 10  | 13  | 13  | 12  | 10  | 11  | 150   | 135    |
| 2                       | Andrea Bodellini Luca Magnoni     | Nova Race        | Honda NSX             | 14  | 14  | 11  | 14  | Rit | 11  | 12  | 12  | 110   | 110    |
| Piloti non classificati |                                   |                  |                       |     |     |     |     |     |     |     |     |       |        |
|                         | Marco Antonelli                   | AKM Motorsport   | Mercedes-Benz SLS AMG |     |     |     |     | 12  | 15  |     |     | 30    | 0      |
|                         | Rey Acosta Oswaldo Negri          | AF Corse         | Ferrari 488 GTE       |     |     |     |     | 14  | 13  |     |     | 24    | 0      |
|                         | Marco Pulcini                     | AF Corse         | Ferrari 488 GTE       |     |     | 12  | Rit |     |     |     |     | 12    | 0      |
| Pos.                    | Pilota                            | Team             | Vettura               | MIS | MIS | MON | MON | MUG | MUG | IMO | IMO | Punti | Validi |

#### Team-Costruttori GT3
| Pos. | Team                    | Vettura               | MIS | MIS | MON | MON | MUG | MUG | IMO | IMO | Punti |
| ---- | ----------------------- | --------------------- | --- | --- | --- | --- | --- | --- | --- | --- | ----- |
| 1    | Vincenzo Sospiri Racing | Lamborghini Huracán   | 2   | 2   | 5   | 1   | 2   | 1   | 1   | 1   | 133   |
| 2    | BMW Ceccato Racing      | BMW M4                | 3   | 4   | 1   | 6   | 1   | 2   | 4   | 2   | 108   |
| 3    | AF Corse                | Ferrari 488 GTE       | 4   | 1   | 12  | 5   | 5   | 3   | 5   | 3   | 78    |
| 4    | AKM Motorsport          | Mercedes-Benz SLS AMG | 1   | 3   | 8   | 11  | 9   | 5   | 16  | Rit | 45    |
| 5    | Imperiale Racing        | Lamborghini Huracán   | 9   | 8   | 7   | 4   | 10  | 8   | 2   | 7   | 42    |
| 6    | Audi Sport Italia       | Audi R8 LMS           |     |     | 2   | 2   |     |     |     |     | 30    |
| 7    | Nova Race               | Honda NSX             | 6   | 11  | 9   | 7   | 7   | 12  | 7   | 9   | 22    |
| 8    | Best Lap                | Ferrari 488 GTE       | 11  | 10  | 4   | 10  | 8   | 10  | 8   | 8   | 22    |
| 9    | Easy Race               | Ferrari 296 GT3       |     |     |     |     |     |     | 9   | 5   | 10    |
| 10   | Oregon Team             | Lamborghini Huracán   |     |     |     |     |     |     | 6   | 33  | 6     |
| 10   | Iron Lynx               | Lamborghini Huracán   |     |     |     |     |     |     | 14  | 6   | 6     |
| Pos. | Team                    | Vettura               | MIS | MIS | MON | MON | MUG | MUG | IMO | IMO | Punti |

#### GT Cup Pro-Am
| Pos.                    | Pilota                           | Team                       | Vettura             | MIS | MIS | MON | MON | MUG | MUG | IMO | IMO | Punti | Validi |
| ----------------------- | -------------------------------- | -------------------------- | ------------------- | --- | --- | --- | --- | --- | --- | --- | --- | ----- | ------ |
| 1                       | Gilles Stadsbader                | Vincenzo Sospiri Racing    | Lamborghini Huracán | 1   | 1   |     |     | 2   | 4   | 13  | 19  | 102   | 102    |
| 2                       | Luca Segù Daniel Vebster         | DL Racing                  | Lamborghini Huracán | 3   | Rit | 6   | 3   | 6   | 1   | 18  | 14  | 94    | 94     |
| 3                       | Leonardo Colavita                | Double TT Racing           | Ferrari 488 GTE     | 6   | 4   | 1   | 2   | 9   | 5   | 15  | 15  | 101   | 93     |
| 4                       | Giorgio Maggi                    | Double TT Racing           | Ferrari 488 GTE     |     |     | 1   | 2   | 9   | 5   | 15  | 15  | 83    | 83     |
| 5                       | Giacomo Pollini Matteo Pollini   | Giacomo Race               | Lamborghini Huracán | 4   | 3   | 7   | 4   | 4   | 6   | 17  | 17  | 84    | 76     |
| 6                       | Mattia Di Giusto                 | Ombra Racing               | Porsche 992         | 2   | 2   | 22  | NP  | Rit | 3   | Rit | 28  | 56    | 56     |
| 7                       | Luca Demarchi Simone Patrinicola | Best Lap                   | Ferrari 488 GTE     | 9   | 11  | 2   | 18  | 21  | 9   |     |     | 45    | 45     |
| Piloti non classificati |                                  |                            |                     |     |     |     |     |     |     |     |     |       |        |
|                         | Piergiacomo Randazzo             | Vincenzo Sospiri Racing    | Lamborghini Huracán |     |     |     |     | 2   | 4   | 13  | 19  | 62    | 0      |
|                         | Fabrizio Fontana Stefano Gai     | Formula Racing             | Ferrari 488 GTE     |     |     | 5   | 17  | 3   | 22  |     |     | 36    | 0      |
|                         | Riccardo Pera                    | Ombra Racing               | Porsche 992         | 2   | 2   | 22  | NP  |     |     |     |     | 33    | 0      |
|                         | Thomas Biagi Leonardo Del Col    | Easy Race                  | Ferrari 488 GTE     |     |     | 20  | 1   | Rit | 19  |     |     | 28    | 0      |
|                         | Pablo Biolghini Vito Postiglione | Racevent                   | Porsche 992         | 12  | 16  | 11  | 8   |     |     |     |     | 23    | 0      |
|                         | Jonathan Cecotto                 | Ombra Racing               | Porsche 992         |     |     |     |     | Rit | 3   | Rit | 28  | 23    | 0      |
|                         | Michele Rugolo                   | Double TT Racing           | Ferrari 488 GTE     | 6   | 4   |     |     |     |     |     |     | 18    | 0      |
|                         | Giacomo Parisotto Alessio Bacci  | Scuderia Ravetto & Ruberti | Ferrari 488 GTE     | 11  | 19  |     |     |     |     |     |     | 8     | 0      |
|                         | Eugenio Pisani Stefano Zerbi     | SP Racing                  | Porsche 992         | 27  | 20  |     |     |     |     |     |     | 5     | 0      |
| Pos.                    | Pilota                           | Team                       | Vettura             | MIS | MIS | MON | MON | MUG | MUG | IMO | IMO | Punti | Validi |

#### GT Cup Am
| Pos.                       | Pilota                                       | Team                       | Vettura               | MIS | MIS | MON | MON | MUG | MUG | IMO | IMO | Punti | Validi |
| -------------------------- | -------------------------------------------- | -------------------------- | --------------------- | --- | --- | --- | --- | --- | --- | --- | --- | ----- | ------ |
| 1                          | Vincenzo Scarpetta                           | Best Lap                   | Ferrari 488 GTE       | 10  | 8   | 4   | 11  | 8   | 7   | 16  | 16  | 116   | 110    |
| 2                          | Alessandro Fabi Giacomo Riva                 | DL Racing                  | Lamborghini Huracán   | 7   | Rit | 3   | 15  | 7   | 12  | 29  | 18  | 81    | 81     |
| 3                          | Ignazio Zanon                                | Vincenzo Sospiri Racing    | Lamborghini Huracán   | 8   | 5   | Rit | NP  | 12  | 8   | 21  | 23  | 73    | 73     |
| 4                          | Luca Pastorelli Stefano Pezzucchi            | Krypton Motorsport         | Porsche 992           | 5   | Rit | 10  | 10  | 26  | Rit | 20  | 21  | 58    | 58     |
| 5                          | Filippo Croccolino Matteo Luvisi             | GDL Racing                 | Porsche 991           | 18  | Rit | 8   | 6   | 16  | 14  | 22  | 24  | 50    | 50     |
| 6                          | Ettore Carminati                             | CRM Racing                 | Lamborghini Huracán   | 23  | 9   | 13  | 5   | 14  | 17  | 23  | 26  | 48    | 48     |
| 7                          | Niccolò Liana                                | Ebimotors                  | Porsche 991           | 20  | 13  | 9   | 16  | 10  | Rit | 19  | 22  | 48    | 48     |
| 8                          | Cosimo Papi                                  | Ebimotors                  | Porsche 991           | 14  | 10  | 21  | Rit | 17  | 10  | 25  | 20  | 42    | 42     |
| 9                          | Ferdinando D'Auria                           | HC Racing                  | Lamborghini Huracán   | 24  | 14  | 14  | 7   | Rit | 13  | 27  | Rit | 26    | 26     |
| 10                         | Pierluigi Alessandri                         | DL Racing                  | Lamborghini Huracán   | 13  | Rit | 16  | 9   | 18  | Rit | 24  | 27  | 26    | 26     |
| 11                         | Massimiliano Pezzuto Nicolò Pezzuto          | HC Racing                  | Lamborghini Huracán   | Rit | 12  | 12  | 13  | 13  | 16  |     |     | 22    | 22     |
| 12                         | Gaetano Oliva                                | HC Racing                  | Lamborghini Huracán   | 24  | 14  | 14  | 7   |     |     | 27  | Rit | 18    | 18     |
| 13                         | Giuseppe Ghezzi Mirko Zanardini              | Autorlando Sport           | Porsche 992           | 26  | 7   | Rit | NP  | 19  | 15  |     |     | 17    | 17     |
| 14                         | Nicola D'Aniello Giammarco Marzialetti       | Best Lap                   | Ferrari 488 GTE       | NC  | 22  | 18  | 12  | 23  | 24  |     |     | 4     | 4      |
| 15                         | Max Abbati Alberto Grisi                     | SP Racing                  | Porsche 992           | 25  | 23  | 19  | 14  | 25  | 25  | 32  | 29  | 2     | 2      |
| Piloti non classificati    |                                              |                            |                       |     |     |     |     |     |     |     |     |       |        |
|                            | Lorenzo Nicoli                               | Best Lap                   | Ferrari 488 GTE       | 10  | 8   | 4   | 11  |     |     |     |     | 41    | 0      |
|                            | Ronnie Valori                                | Ebimotors                  | Porsche 991           |     |     | 9   | 16  |     |     | 19  | 22  | 33    | 0      |
|                            | Costantino Peroni                            | Ebimotors                  | Porsche 991           |     |     |     |     | 17  | 10  | 25  | 20  | 30    | 0      |
|                            | Lorenzo Bontempelli                          | Scuderia Ravetto & Ruberti | Ferrari 488 GTE       | 16  | 6   | 15  | Rit |     |     |     |     | 20    | 0      |
|                            | Manuel Menichini                             | Scuderia Ravetto & Ruberti | Ferrari 488 GTE       | 16  | 6   |     |     |     |     |     |     | 18    | 0      |
|                            | Gianluigi Piccioli                           | Ebimotors                  | Porsche 991           | 20  | 13  |     |     | 10  | Rit |     |     | 15    | 0      |
|                            | Valerio Prandi                               | Ebimotors                  | Porsche 991           | 14  | 10  | 21  | Rit |     |     |     |     | 12    | 0      |
|                            | Leonardo Del Col                             | Easy Race                  | Ferrari 488 GTE       | 15  | 24  |     |     |     |     | 26  | 25  | 9     | 0      |
|                            | Benedetto Strignano                          | HC Racing                  | Lamborghini Huracán   |     |     |     |     | Rit | 13  |     |     | 8     | 0      |
|                            | Emiliano Pierantoni                          | Easy Race                  | Ferrari 488 GTE       |     |     |     |     |     |     | 26  | 25  | 5     | 0      |
|                            | Elia Galvanin                                | Easy Race                  | Ferrari 488 GTE       | 15  | 24  |     |     |     |     |     |     | 4     | 0      |
|                            | Alessio Bacci                                | Scuderia Ravetto & Ruberti | Ferrari 488 GTE       |     |     | 15  | Rit |     |     |     |     | 2     | 0      |
|                            | Filippo Bencivenni Fulvio Ferri              | Nova Race                  | Mercedes-Benz SLS AMG | 17  | 18  | Rit | NP  |     |     |     |     | 2     | 0      |
|                            | Luciano Privitelio                           | Iron Lynx                  | Lamborghini Huracán   | 21  | 21  |     |     | 24  | 21  | 30  | 30  | 1     | 0      |
|                            | Donovan Privitelio                           | Iron Lynx                  | Lamborghini Huracán   | 21  | 21  |     |     | 24  | 21  |     |     | 1     | 0      |
|                            | Alessandro Baccani Paolo Venerosi Pesciolini | Ebimotors                  | Porsche 991           | 22  | 15  | Rit | NP  |     |     |     |     | 1     | 0      |
|                            | Christian Gross                              | Ebimotors                  | Porsche 991           |     |     | 17  | NP  |     |     |     |     | 0     | 0      |
|                            | Alessandro Marchetti                         | Nova Race                  | Mercedes-Benz SLS AMG | 19  | 17  |     |     |     |     |     |     | 0     | 0      |
|                            | Gianluca Carboni                             | Nova Race                  | Mercedes-Benz SLS AMG | 19  | 17  |     |     |     |     |     |     | 0     | 0      |
| Scuderia Ravetto & Ruberti | Gianluca Carboni                             | Ferrari 488 GTE            |                       |     | Rit | NP  |     |     |     |     |     | 0     | 0      |
|                            | Marco Cassarà Diego Locanto                  | DL Racing                  | Lamborghini Huracán   |     |     |     |     |     |     | 28  | 34  | 0     | 0      |
|                            | Bruno Malerba Fabio Malerba                  | Iron Lynx                  | Lamborghini Huracán   |     |     |     |     |     |     | Rit | 31  | 0     | 0      |
|                            | Emanuele Romani                              | Scuderia Ravetto & Ruberti | Ferrari 488 GTE       |     |     | Rit | NP  |     |     |     |     | 0     | 0      |
| Pos.                       | Pilota                                       | Team                       | Vettura               | MIS | MIS | MON | MON | MUG | MUG | IMO | IMO | Punti | Validi |

### GT Endurance
La classifica tiene conto dei 3 migliori risultati ottenuti.

#### Assoluta
| Pos.                    | Pilota                                                    | Team                          | Vettura               | PER | MUG | MNZ | VAL | Punti | Validi |
| ----------------------- | --------------------------------------------------------- | ----------------------------- | --------------------- | --- | --- | --- | --- | ----- | ------ |
| 1                       | Giancarlo Fisichella Tommaso Mosca                        | Scuderia Baldini              | Ferrari 488 GTE       | 1   | 1   | 3   | 2   | 67    | 55     |
| 2                       | Marco Cassarà Stefano Comandini Alfred Nilsson            | BMW Ceccato Racing            | BMW M4                | 3   | Rit | 1   | 5   | 40    | 40     |
| 3                       | Kevin Gilardoni Raúl Gúzman Stuart Middleton              | Imperiale Racing              | Lamborghini Huracán   | 2   | Rit | 7   | 1   | 39    | 39     |
| 4                       | Jules Castro Stefano Gai                                  | AF Corse                      | Ferrari 488 GTE       | 4   | 4   | 2   | 4   | 45    | 35     |
| 5                       | Eliseo Donno                                              | AF Corse                      | Ferrari 488 GTE       | 4   | 4   |     | 4   | 30    | 30     |
| 6                       | Francesco Guerra Salvatore Tavano Carlo Tamburini         | BMW Ceccato Racing            | BMW M4                | 12  | 2   | 10  | 3   | 28    | 28     |
| 7                       | Jack Bartholomew                                          | Imperiale Racing              | Lamborghini Huracán   | 6   | 3   | 4   | 6   | 34    | 28     |
| 8                       | Mahaveer Raghunathan                                      | Imperiale Racing              | Lamborghini Huracán   | 6   |     | 4   | 6   | 22    | 22     |
| 9                       | Luca Attianese Sandy Stuvik                               | Audi Sport Italia             | Audi R8 LMS           | 5   | Rit | 5   | 19  | 16    | 16     |
| 10                      | Kikko Galbiati Vicky Piria                                | Enrico Fulgenzi Racing        | Porsche 992           |     | 5   | 13  | 9   | 10    | 10     |
| 11                      | Alessio Caiola Alessandro Fabi Riccardo Ianniello         | Lamborghini Roma by DL Racing | Lamborghini Huracán   | 11  | 8   | 6   | 12  | 9     | 9      |
| 12                      | Luca Demarchi Sabatino Di Mare Simone Patrinicola         | Best Lap                      | Ferrari 488 GTE       | 7   | 7   | 12  | 15  | 8     | 8      |
| 13                      | Filippo Lazzaroni                                         | Bonaldi Motorsport            | Lamborghini Huracán   | 10  | 6   | 14  | 13  | 7     | 7      |
| 14                      | Miloš Pavlović Michael Fischbaum                          | Bonaldi Motorsport            | Lamborghini Huracán   | 9   | 9   |     | 10  | 5     | 5      |
| 15                      | Francesco Atzori Manuel Menichini                         | Scuderia Ravetto & Ruberti    | Ferrari 488 GTE       | 8   | 12  | 11  | 17  | 3     | 3      |
| 15                      | Francesco La Mazza                                        | Scuderia Ravetto & Ruberti    | Ferrari 488 GTE       | 8   | 13  |     |     | 3     | 3      |
| 15                      | Francesco La Mazza                                        | Easy Race                     | Ferrari 488 GTE       |     |     | Rit | 14  | 3     | 3      |
| 16                      | Davide Di Benedetto Giuseppe Nicolosi Stefano Pezzucchi   | Krypton Motorsport            | Porsche 992           | 13  | 10  | 15  | 18  | 1     | 1      |
| 16                      | Andrés Méndez                                             | Bonaldi Motorsport            | Lamborghini Huracán   | 10  |     | 16  | 13  | 1     | 1      |
| Piloti non classificati |                                                           |                               |                       |     |     |     |     |       |        |
|                         | Miguel García                                             | Imperiale Racing              | Lamborghini Huracán   | 6   | 3   |     |     | 18    | 0      |
|                         | Giuseppe Fascicolo                                        | Imperiale Racing              | Lamborghini Huracán   |     |     | 4   | 6   | 16    | 0      |
|                         | Marco Pulcini                                             | AF Corse                      | Ferrari 488 GTE       |     |     | 2   |     | 15    | 0      |
|                         | Marco Butti                                               | Audi Sport Italia             | Audi R8 LMS           | 5   |     |     |     | 8     | 0      |
|                         | Marzio Moretti                                            | Bonaldi Motorsport            | Lamborghini Huracán   |     | 6   |     |     | 6     | 0      |
|                         | Fulvio Ferri                                              | Nova Race                     | Mercedes-Benz SLS AMG |     |     | 9   | 8   | 5     | 0      |
|                         | Matteo Cressoni Claudio Schiavoni                         | Iron Lynx                     | Lamborghini Huracán   |     |     |     | 7   | 4     | 0      |
|                         | Nicolas Leutwiler Nico Menzel                             | Centri Porsche Ticino         | Porsche 992           |     |     | 8   | 11  | 3     | 0      |
|                         | Stefano Costantini                                        | Centri Porsche Ticino         | Porsche 992           |     |     | 8   |     | 3     | 0      |
|                         | Filippo Bencivenni Luca Magnoni                           | Nova Race                     | Mercedes-Benz SLS AMG |     |     |     | 8   | 3     | 0      |
|                         | Alessandro Marchetti "Naska"                              | Nova Race                     | Mercedes-Benz SLS AMG |     |     | 9   |     | 2     | 0      |
|                         | Enrico Di Leo                                             | Scuderia Ravetto & Ruberti    | Ferrari 488 GTE       |     | 13  | 11  |     | 0     | 0      |
|                         | Ivan Jacoma                                               | Centri Porsche Ticino         | Porsche 992           |     |     |     | 11  | 0     | 0      |
|                         | Donovan Privitelio Luciano Privitelio                     | Iron Lynx                     | Lamborghini Huracán   |     | 11  |     | 20  | 0     | 0      |
|                         | Alessio Bacci                                             | Scuderia Ravetto & Ruberti    | Ferrari 488 GTE       |     | 12  |     |     | 0     | 0      |
|                         | Kang Ling                                                 | Scuderia Ravetto & Ruberti    | Ferrari 488 GTE       |     | 13  |     |     | 0     | 0      |
|                         | Giammarco Marzialetti Vito Postiglione Vincenzo Scarpetta | Best Lap                      | Ferrari 488 GTE       |     |     | 14  |     | 0     | 0      |
|                         | Lorenzo Bontempelli Dimitrios Deverikos                   | Lamborghini Roma by DL Racing | Lamborghini Huracán   | Rit | 14  | Rit |     | 0     | 0      |
|                         | Luciano Linossi                                           | Lamborghini Roma by DL Racing | Lamborghini Huracán   | Rit | 14  |     |     | 0     | 0      |
| Easy Race               | Luciano Linossi                                           | Ferrari 488 GTE               |                       |     |     | 14  |     | 0     | 0      |
|                         | Thomas Biagi                                              | Easy Race                     | Ferrari 488 GTE       |     |     | Rit | 14  | 0     | 0      |
|                         | Gianni Di Fant Marco Guerra Matteo Luvisi                 | GDL Racing                    | Porsche 992           |     | 15  |     |     | 0     | 0      |
|                         | Diego Locanto                                             | Lamborghini Roma by DL Racing | Lamborghini Huracán   |     |     | Rit | 16  | 0     | 0      |
|                         | Ibrahim Badawi Matteo Marulla                             | Lamborghini Roma by DL Racing | Lamborghini Huracán   |     |     |     | 16  | 0     | 0      |
|                         | Maurizio Fondi Jacopo Guidetti                            | Petri Corse                   | Lamborghini Huracán   |     | 16  |     |     | 0     | 0      |
|                         | Antoine Bottiroli                                         | Audi Sport Italia             | Audi R8 LMS           |     | Rit |     | 19  | 0     | 0      |
|                         | Francesco Barin Alfredo Franceschi Mauro Simoncini        | PS Performance                | Porsche 992           |     | Rit | Rit |     | 0     | 0      |
|                         | Stefano Bozzoni Jorge Cabezas Fernando Navarrete          | Mertel Motorsport             | Ferrari 488 GTE       |     |     | Rit |     | 0     | 0      |
|                         | "Giagua" Alessandro Tarabini                              | Petri Corse                   | Lamborghini Huracán   |     |     | Rit |     | 0     | 0      |
| Pos.                    | Pilota                                                    | Team                          | Vettura               | PER | MUG | MNZ | VAL | Punti | Validi |

| Colore  | Risultato             |
| ------- | --------------------- |
| Oro     | Vincitore             |
| Argento | 2º posto              |
| Bronzo  | 3º posto              |
| Verde   | Finito a punti        |
| Blu     | Finito senza punti    |
| Viola   | Ritirato (Rit)        |
| Viola   | Non classificato (NC) |
| Rosso   | Non qualificato (NQ)  |
| Nero    | Squalificato (SQ)     |
| Bianco  | Non partito (NP)      |
| Bianco  | Non ha gareggiato     |
| Bianco  | Infortunato (INF)     |
| Bianco  | Escluso (ES)          |
| Bianco  | Gara cancellata (C)   |

#### GT3 Pro-Am
| Pos.                    | Pilota                                            | Team               | Vettura             | PER | MUG | MNZ | VAL | Punti | Validi |
| ----------------------- | ------------------------------------------------- | ------------------ | ------------------- | --- | --- | --- | --- | ----- | ------ |
| 1                       | Marco Cassarà Stefano Comandini Alfred Nilsson    | BMW Ceccato Racing | BMW M4              | 3   | Rit | 1   | 5   | 52    | 52     |
| 2                       | Francesco Guerra Salvatore Tavano Carlo Tamburini | BMW Ceccato Racing | BMW M4              | 8   | 2   | 10  | 3   | 56    | 48     |
| 3                       | Jules Castro Stefano Gai                          | AF Corse           | Ferrari 488 GTE     | 4   | 4   | 2   | 4   | 57    | 45     |
| 4                       | Eliseo Donno                                      | AF Corse           | Ferrari 488 GTE     | 4   | 4   |     | 4   | 42    | 42     |
| 5                       | Jack Bartholomew                                  | Imperiale Racing   | Lamborghini Huracán | 6   | 3   | 4   | 6   | 47    | 37     |
| 6                       | Mahaveer Raghunathan                              | Imperiale Racing   | Lamborghini Huracán | 6   |     | 4   | 6   | 32    | 32     |
| 7                       | Luca Attianese Sandy Stuvik                       | Audi Sport Italia  | Audi R8 LMS         | 5   | Rit | 5   | 19  | 30    | 30     |
| Piloti non classificati |                                                   |                    |                     |     |     |     |     |       |        |
|                         | Miguel García                                     | Imperiale Racing   | Lamborghini Huracán | 6   | 3   |     |     | 25    | 0      |
|                         | Giuseppe Fascicolo                                | Imperiale Racing   | Lamborghini Huracán |     |     | 4   | 6   | 22    | 0      |
|                         | Marco Pulcini                                     | AF Corse           | Ferrari 488 GTE     |     |     | 2   |     | 15    | 0      |
|                         | Marco Butti                                       | Audi Sport Italia  | Audi R8 LMS         | 5   |     |     |     | 12    | 0      |
|                         | Antoine Bottiroli                                 | Audi Sport Italia  | Audi R8 LMS         |     | Rit |     | 19  | 6     | 0      |
| Pos.                    | Pilota                                            | Team               | Vettura             | PER | MUG | MNZ | VAL | Punti | Validi |

#### GT Cup Pro-Am
| Pos.                    | Pilota                                            | Team                   | Vettura             | PER | MUG | MNZ | VAL | Punti | Validi |
| ----------------------- | ------------------------------------------------- | ---------------------- | ------------------- | --- | --- | --- | --- | ----- | ------ |
| 1                       | Luca Demarchi Sabatino Di Mare Simone Patrinicola | Best Lap               | Ferrari 488 GTE     | 7   | 7   | 12  | 15  | 67    | 55     |
| 2                       | Kikko Galbiati Vicky Piria                        | Enrico Fulgenzi Racing | Porsche 992         |     | 5   | 13  | 9   | 55    | 55     |
| 3                       | Miloš Pavlović Michael Fischbaum                  | Bonaldi Motorsport     | Lamborghini Huracán | 9   | 9   |     | 10  | 42    | 42     |
| Piloti non classificati |                                                   |                        |                     |     |     |     |     |       |        |
|                         | Maurizio Fondi Jacopo Guidetti                    | Petri Corse            | Lamborghini Huracán |     | 16  |     |     | 10    | 0      |
|                         | "Giagua" Alessandro Tarabini                      | Petri Corse            | Lamborghini Huracán |     |     | Rit |     | 0     | 0      |
| Pos.                    | Pilota                                            | Team                   | Vettura             | PER | MUG | MNZ | VAL | Punti | Validi |

#### GT Cup Am
| Pos.                    | Pilota                                                    | Team                          | Vettura             | PER | MUG | MNZ | VAL | Punti | Validi |
| ----------------------- | --------------------------------------------------------- | ----------------------------- | ------------------- | --- | --- | --- | --- | ----- | ------ |
| 1                       | Alessio Caiola Alessandro Fabi Riccardo Ianniello         | Lamborghini Roma by DL Racing | Lamborghini Huracán | 11  | 8   | 6   | 12  | 62    | 50     |
| 2                       | Filippo Lazzaroni                                         | Bonaldi Motorsport            | Lamborghini Huracán | 10  | 6   | 16  | 13  | 53    | 47     |
| 3                       | Francesco Atzori Manuel Menichini                         | Scuderia Ravetto & Ruberti    | Ferrari 488 GTE     | 8   | 12  | 11  | 17  | 46    | 40     |
| 4                       | Francesco La Mazza                                        | Scuderia Ravetto & Ruberti    | Ferrari 488 GTE     | 8   | 13  |     |     | 36    | 36     |
| 4                       | Francesco La Mazza                                        | Easy Race                     | Ferrari 488 GTE     |     |     | Rit | 14  | 36    | 36     |
| 5                       | Davide Di Benedetto Giuseppe Nicolosi Stefano Pezzucchi   | Krypton Motorsport            | Porsche 992         | 13  | 10  | 15  | 18  | 34    | 30     |
| 6                       | Andrés Méndez                                             | Bonaldi Motorsport            | Lamborghini Huracán | 10  |     | 16  | 13  | 33    | 33     |
| 7                       | Luciano Linossi                                           | Lamborghini Roma by DL Racing | Lamborghini Huracán | Rit | 14  |     |     | 14    | 14     |
| 7                       | Luciano Linossi                                           | Easy Race                     | Ferrari 488 GTE     |     |     |     | 14  | 14    | 14     |
| 8                       | Lorenzo Bontempelli Dimitrios Deverikos                   | Lamborghini Roma by DL Racing | Lamborghini Huracán | Rit | 14  | Rit |     | 4     | 4      |
| Piloti non classificati |                                                           |                               |                     |     |     |     |     |       |        |
|                         | Nicolas Leutwiler Nico Menzel                             | Centri Porsche Ticino         | Porsche 992         |     |     | 8   | 11  | 35    | 0      |
|                         | Marzio Moretti                                            | Bonaldi Motorsport            | Lamborghini Huracán |     | 6   |     |     | 20    | 0      |
|                         | Ivan Jacoma                                               | Centri Porsche Ticino         | Porsche 992         |     |     |     | 11  | 20    | 0      |
|                         | Enrico Di Leo                                             | Scuderia Ravetto & Ruberti    | Ferrari 488 GTE     |     | 13  | 11  |     | 18    | 0      |
|                         | Stefano Costantini                                        | Centri Porsche Ticino         | Porsche 992         |     |     | 8   |     | 15    | 0      |
|                         | Donovan Privitelio Luciano Privitelio                     | Iron Lynx                     | Lamborghini Huracán |     | 11  |     | 20  | 13    | 0      |
|                         | Giammarco Marzialetti Vito Postiglione Vincenzo Scarpetta | Best Lap                      | Ferrari 488 GTE     |     |     | 14  |     | 10    | 0      |
|                         | Alessio Bacci                                             | Scuderia Ravetto & Ruberti    | Ferrari 488 GTE     |     | 12  |     |     | 8     | 0      |
|                         | Kang Ling                                                 | Scuderia Ravetto & Ruberti    | Ferrari 488 GTE     |     | 13  |     |     | 6     | 0      |
|                         | Diego Locanto                                             | Lamborghini Roma by DL Racing | Lamborghini Huracán |     |     | Rit | 16  | 6     | 0      |
|                         | Ibrahim Badawi Matteo Marulla                             | Lamborghini Roma by DL Racing | Lamborghini Huracán |     |     |     | 16  | 6     | 0      |
|                         | Gianni Di Fant Marco Guerra Matteo Luvisi                 | GDL Racing                    | Porsche 992         |     | 15  |     |     | 3     | 0      |
|                         | Francesco Barin Alfredo Franceschi Mauro Simoncini        | PS Performance                | Porsche 992         |     | Rit | Rit |     | 0     | 0      |
|                         | Stefano Bozzoni Jorge Cabezas Fernando Navarrete          | Mertel Motorsport             | Ferrari 488 GTE     |     |     | Rit |     | 0     | 0      |
|                         | Thomas Biagi                                              | Easy Race                     | Ferrari 488 GTE     |     |     | Rit |     | 0     | 0      |
| Pos.                    | Pilota                                                    | Team                          | Vettura             | PER | MUG | MNZ | VAL | Punti | Validi |